# كريستيان أيخنر
كريستيان أيخنر (بالألمانية: Christian Eichner)‏ (مواليد 24 نوفمبر 1982 في سولزفيلد - ألمانيا الغربية) لاعب كرة قدم ألماني يلعب حاليا لصالح نادي الدرجة الأولى كولن الألماني منذ 2011 في مركز الظهير الأيسر.

## روابط خارجية
- كريستيان إيتشنر على موقع قاعدة بيانات كرة القدم.إي يو (الإنجليزية)
- كريستيان إيتشنر على موقع بيانات كرة القدم. دي إي (الألمانية)
- كريستيان إيتشنر على موقع عالم كرة القدم.نت (الإنجليزية)
- كريستيان إيتشنر على موقع كووورة